# All Hallows-by-the-Tower

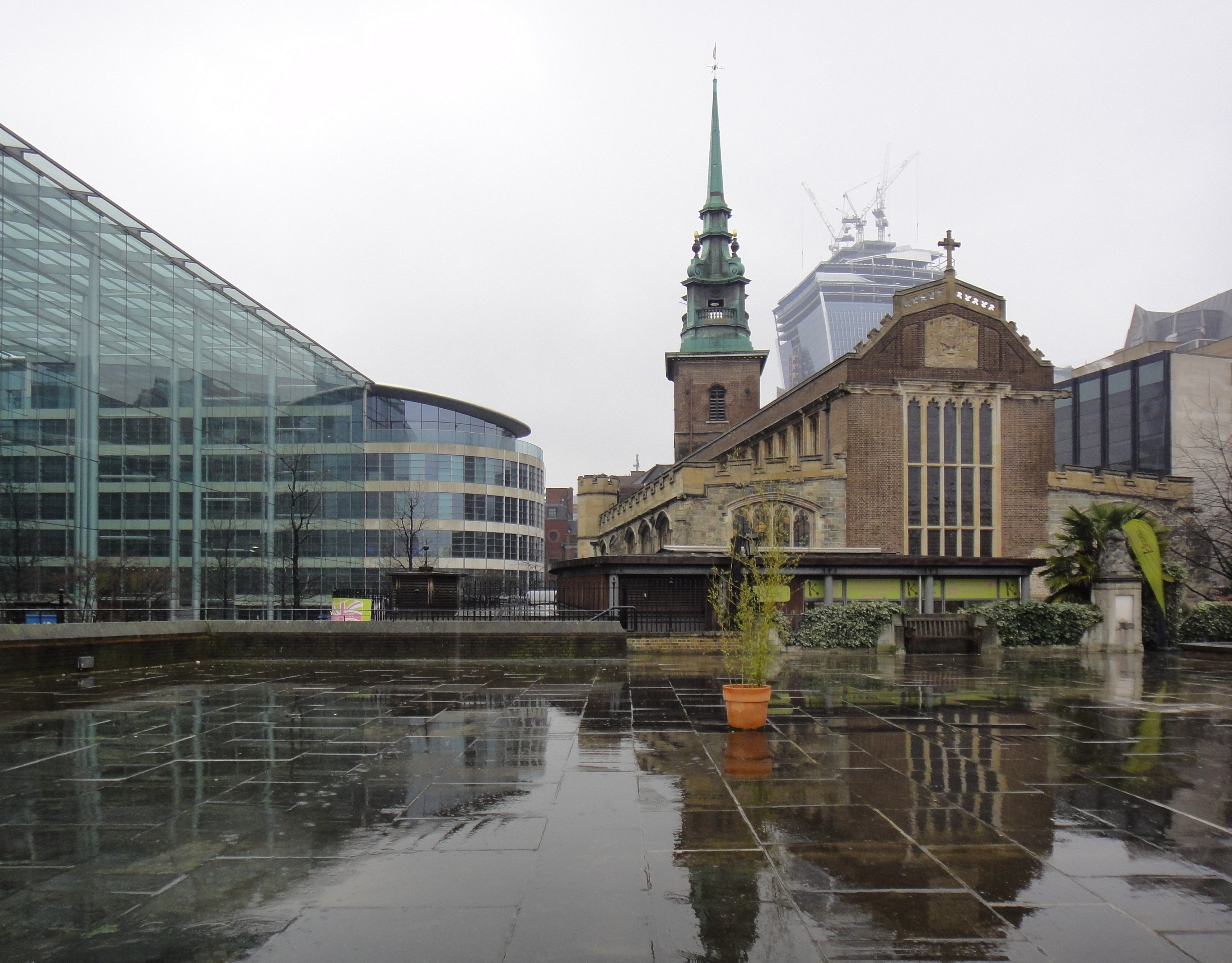
All Hallows-by-the-Tower

All Hallows-by-the-Tower ist eine anglikanische Kirche in der City of London. Sie liegt in der Byward Street neben dem Tower of London auf dem Tower Hill. Die Kirche geht auf das 7. Jahrhundert zurück, die noch aus dieser Zeit erhaltenen Teile sind die ältesten erhaltenen Bauteile einer Kirche in ganz London. Ein erhaltener Türbogen im Innenraum ist ein herausragendes Zeugnis angelsächsischer Architektur in der Stadt.

## Geschichte

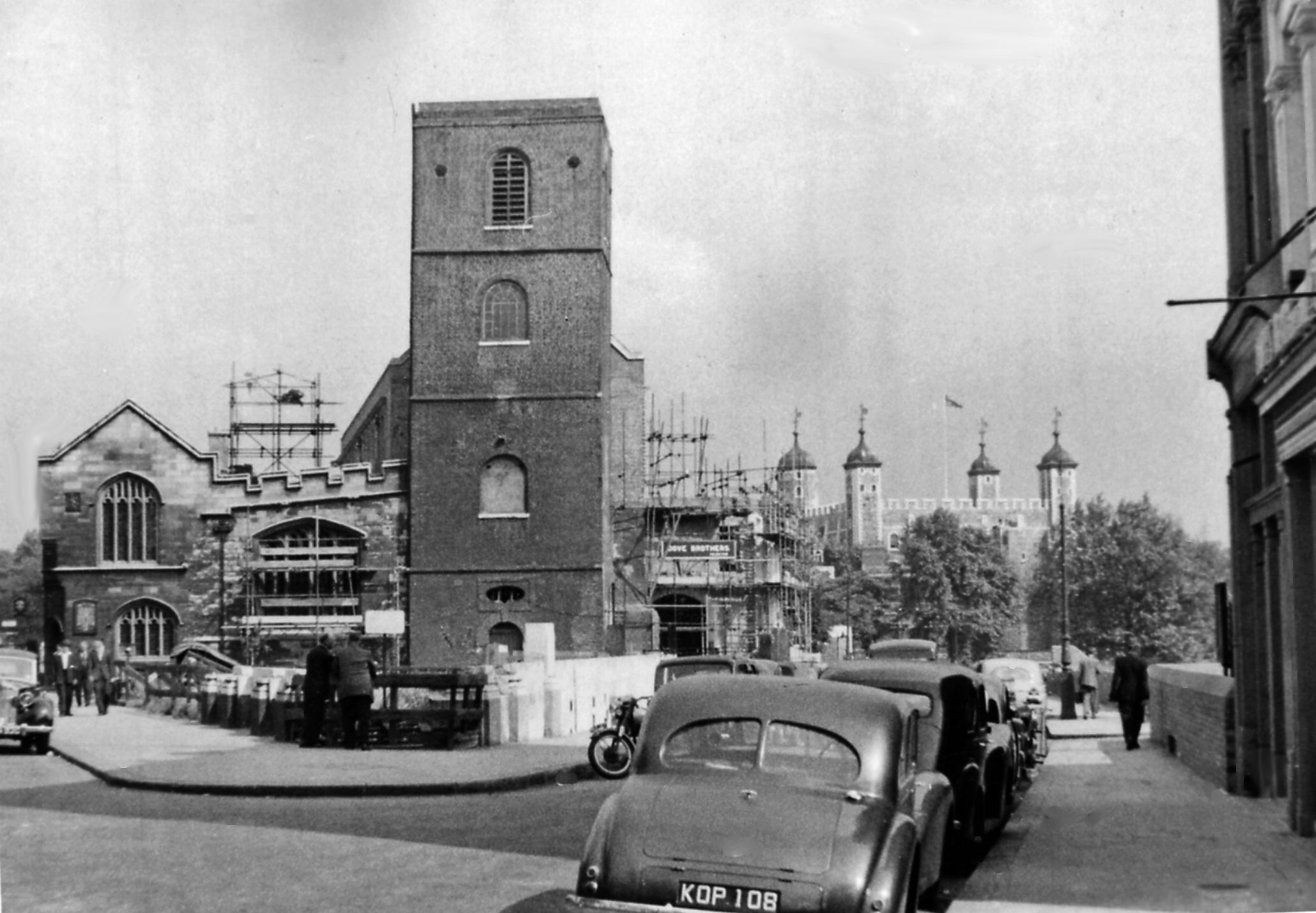
All Hallows im Jahr 1955

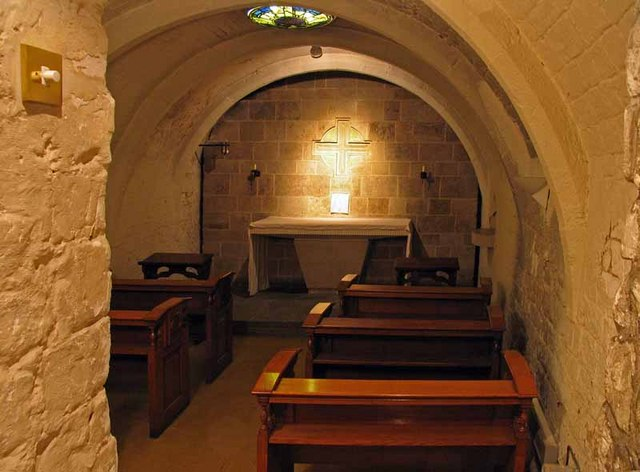
Kapelle in der Krypta

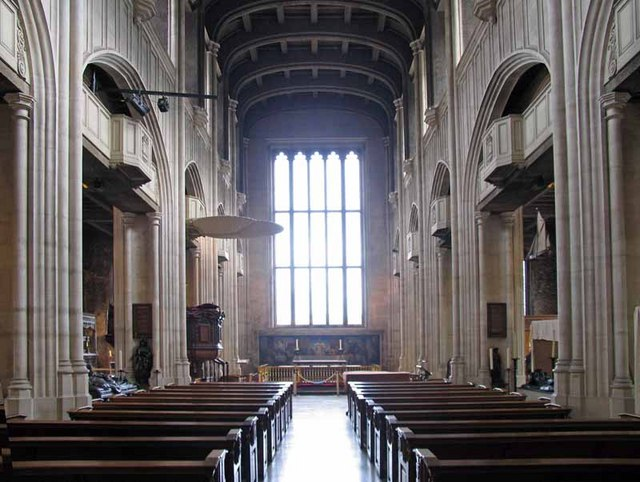
Blick durch den Kirchenraum

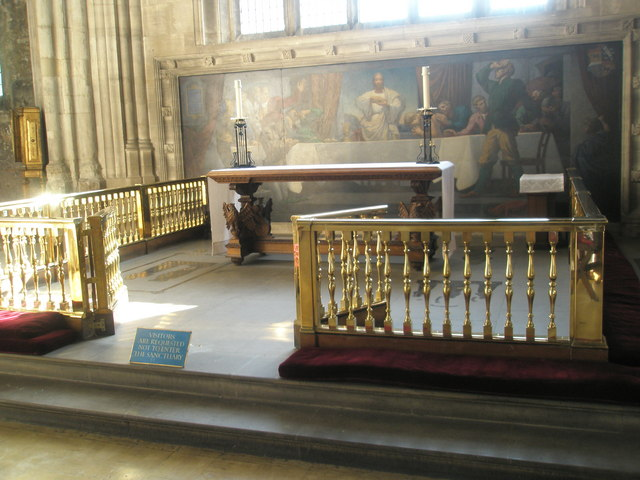
Detail: Altarraum

Die Kirche wurde im Jahr 675 durch die Barking Abbey gegründet. Ursprünglich trug sie den Namen All Hallows Berkyngechirche by the Tower, der sich im Laufe der Zeit auf All Hallows Barking by the Tower verkürzte, das Barking strich die Gemeinde in der ersten Hälfte des 20. Jahrhunderts.
1650 verursachte eine Explosion von Schießpulver, das auf dem Kirchhof gelagert war, ein Feuer, worauf der Turm abbrannte. Ein neuer wurde 1659 gebaut, eine der wenigen Kirchenbauten während des englischen Bürgerkriegs. Von diesem Turm aus wiederum beobachtete Samuel Pepys im Jahr 1666 den Großen Brand von London. Während des Zweiten Weltkriegs wurde die Kirche 1940 durch deutsche Fliegerangriffe schwer beschädigt. Der Wiederaufbau und die Neuweihung dauerten bis 1957. Bei den Bauarbeiten entdeckten die Bauarbeiter einen Bogen aus dem 7. Jahrhundert, damit ist dieser eines der ältesten Gebäudeteile in London.

## Architektur
Die Kirche besteht im Wesentlichen aus vier Teilen: dem Hauptgebäude, dessen Außenmauern überwiegend aus dem 14. und 15. Jahrhundert stammen, dem Innenraum, dessen Gestalt im Wesentlichen auf den Wiederaufbau von 1957 nach Plänen von Baron Mottistone und dessen Architekturbüro Seely & Paget zurückgeht, dem Turm aus dem 17. Jahrhundert und der kleinen unterirdischen Krypta mit Teilen aus dem 2. bis zum 7. Jahrhundert.
Die Inneneinrichtung verbrannte 1940 und wurde in einer Nachkriegsvariante der Neogotik neu gestaltet. Jedoch wurden für die Renovierung Stücke aus anderen Kirchen nach All Hallows gebracht. Der Altar aus dem 15. Jahrhundert stammt aus Flandern. Ebenfalls aus dieser Zeit sind Statuen von Sankt Jakob und des Heiligen Rochus. Die Kanzel stammt aus dem 17. Jahrhundert von Grinling Gibbons und befand sich vorher in der Kirche St. Swithun London Stone. Das Taufbecken ist ebenfalls eine Grinling-Gibbons-Arbeit.
Im Innenraum der Kirche befindet sich ein angelsächsischer Bogen aus Sandstein aus dem 7. oder frühen 8. Jahrhundert, der mit Fliesen römischer Herkunft verziert ist. Auf dem Boden befinden sich einige alte gravierte Metallplatten (brass); die Kirche beherbergte eines der Brass-rubbing-Zentren Londons. Größtenteils neueren Datums sind die zahlreichen Votivschiffe im Inneren der Kirche.
Der Kirchhof wurde im Jahr 1850 für Begräbnisse geschlossen und wird seit 1875 als öffentliche Grünfläche genutzt. Seit 1990 befindet sich ein Restaurant neben dem Garten, das von der Diözese London und einigen gemeinnützigen Organisationen zusammen betrieben wird. Der Kirchhof wurde im Laufe der Jahrhunderte mehrfach verkleinert. Tower Hill Terrace im Osten und Tower Place im Süden wurden auf dem Gelände des ehemaligen Kirchhofs errichtet. Die verbliebenen Reste liegen östlich der Kirche und sind mit Gras bewachsen. Auf dem Gelände befinden sich noch einige Grabsteine und Mausoleen.

## Orgel

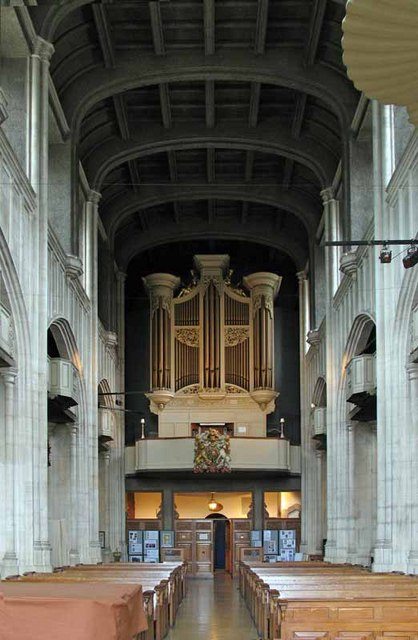
Blick auf die Orgel

Die erste Orgel wurde 1519 bis 1520 von dem Orgelbauer Anthony Duddyngton erbaut. Mitte des 17. Jahrhunderts wurde dieses Instrument durch ein neues ersetzt, was im Laufe der Zeit mehrfach erweitert und umgebaut wurde. 1940 wurde es bei einem Bombenangriff zerstört. Das heutige Instrument wurde 1957 von den Orgelbauern Harrison & Harrison (London) erbaut. 1991 wurde die Orgel durch die Orgelbauer Bishop & Son überarbeitet. Das Instrument hat 44 Register auf drei Manualen und Pedal. Die Spiel- und Registertrakturen sind elektro-pneumatisch.
| I Choir Organ C–c4 |    |
| Stopped Diapason   | 8′ |
| Principal          | 4′ |
| Rohr Flute         | 4′ |
| Octave             | 2′ |
| Blockflute         | 2′ |
| Sesquialtera II    |    |
| Mixture III        |    |
| Cromorne           | 8′ |
| Tremulant          |    |
| Harmonic Trumpet   | 8′ |
| Harmonic Clarion   | 4′ |

| II Great Organ C–c4 |     |
| Spitzflute          | 16′ |
| Open Diapason       | 8′  |
| Rohr Flute          | 8′  |
| Open Flute          | 8′  |
| Gamba               | 8′  |
| Octave              | 4′  |
| Stopped Flute       | 4′  |
| Super Octave        | 2′  |
| Mixture IV          |     |
| Harmonic Trumpet    | 8′  |
| Harmonic Clarion    | 4′  |

| III Swell Organ C–c4 |        |
| Spitzflute           | 8′     |
| Quintadena           | 8′     |
| Viola                | 8′     |
| Celeste              | 8′     |
| Principal            | 4′     |
| Open Flute           | 4′     |
| Nazard               | 2 ⁄3′  |
| Gemshorn             | 2′     |
| Tierce               | 1 3⁄5′ |
| Cymbel III           |        |
| Fagotto              | 16′    |
| Trumpet              | 8′     |
| Clarion              | 4′     |
| Tremulant            |        |

| Pedal C–g1  |     |
| Open Metal  | 16′ |
| Sub Bass    | 16′ |
| Spitzflute  | 16′ |
| Octave      | 8′  |
| Bourdon     | 8′  |
| Superoctave | 4′  |
| Mixture III |     |
| Posaune     | 16′ |
| Trumpet     | 8′  |
| Schalmei    | 4′  |

## Gemeinde
Die Gemeinde hatte immer enge Verbindungen zur Seefahrt. Aktuell besteht enger Kontakt zur Toc-H-Bewegung, der eine Kapelle in der Kirche gewidmet ist. Nach der Gründung von Toc H im Ersten Weltkrieg wurde der Gründer Tubby Clayton von 1922 bis 1963 Vikar in All Hallows und baute sie zur zentralen Kirche von Toc H aus. Claytons Asche befindet sich in einer Urne hinter dem Altarkreuz. Da die gesamte City of London heute nur noch 9000 Bewohner hat, in der Stadt aber 300.000 Menschen arbeiten, kommen heute fast ausschließlich Pendler und Touristen in die Kirche. Zu den umliegenden Unternehmen bestehen enge Verbindungen.
In der Kirche wurde unter anderem William Penn, der spätere Gründer Pennsylvanias, getauft, ebenso wie der spätere Bischof Lancelot Andrewes. Der spätere US-Präsident John Quincy Adams heiratete in All-Hallows. Der Legende nach wurde das Herz von Richard Löwenherz auf dem Kirchhof begraben.
Zu den regelmäßigen Bräuchen gehören das alljährliche Beating the bounds, in dem die Grenzen des Kirchspiels abgegangen werden, sowie die Überbringung von Knollys Rose. Diese geht auf ein Urteil des Jahres 1381 zurück – jährlich wird auf dem Altarkissen der Kirche eine Rose zum Lord Mayor of London gebracht.